# Équipe de Suisse de football en 1993
Cet article présente les résultats de l'équipe de Suisse de football lors de l'année 1993. En janvier et mars, elle rencontre pour la première fois les équipes du Japon et de Tunisie.

## Bilan
|           | Nombre de matchs | Victoires | Défaites | Matchs nuls | Buts marqués | Buts encaissés |
| Domicile  | 3                | 2         | 0        | 1           | 6            | 1              |
| Extérieur | 5                | 3         | 1        | 1           | 6            | 4              |
| Neutre    | 1                | 0         | 0        | 1           | 1            | 1              |
| Total     | 9                | 5         | 1        | 3           | 13           | 6              |

## Matchs et résultats
| Tournoi amical - Carlsberg Cup              | Japon        | 1 - 1             | Suisse                         | Mongkok, Hong Kong                         |                                            |
| 23 janvier 1993 · Historique des rencontres | Kurosaki 64e | (0 - 0)           | 56e Sutter                     | Spectateurs : 4 000 Arbitrage : Yim Kim Ng | Spectateurs : 4 000 Arbitrage : Yim Kim Ng |
| 23 janvier 1993 · Historique des rencontres | Rapport      |                   |                                | Spectateurs : 4 000 Arbitrage : Yim Kim Ng | Spectateurs : 4 000 Arbitrage : Yim Kim Ng |
| 23 janvier 1993 · Historique des rencontres |              | Tirs au but 3 - 4 | Egli · Sutter · Geiger · Bregy | Spectateurs : 4 000 Arbitrage : Yim Kim Ng | Spectateurs : 4 000 Arbitrage : Yim Kim Ng |

| Match amical                             | Tunisie | 0 - 1   | Suisse   | El Menzah, Tunis                                |                                                 |
| 17 mars 1993 · Historique des rencontres |         | (0 - 0) | 87e Knup | Spectateurs : 4 000 Arbitrage : Messaoud Koussa | Spectateurs : 4 000 Arbitrage : Messaoud Koussa |
| 17 mars 1993 · Historique des rencontres | Rapport |         |          | Spectateurs : 4 000 Arbitrage : Messaoud Koussa | Spectateurs : 4 000 Arbitrage : Messaoud Koussa |

| Éliminatoires CM 1994                    | Suisse        | 1 - 1   | Portugal   | Wankdorf, Berne                                     |                                                     |
| 31 mars 1993 · Historique des rencontres | Chapuisat 39e | (1 - 1) | 43e Semedo | Spectateurs : 31 000 Arbitrage : Kim Milton Nielsen | Spectateurs : 31 000 Arbitrage : Kim Milton Nielsen |
| 31 mars 1993 · Historique des rencontres | Rapport       |         |            | Spectateurs : 31 000 Arbitrage : Kim Milton Nielsen | Spectateurs : 31 000 Arbitrage : Kim Milton Nielsen |

| Éliminatoires CM 1994                     | Malte   | 0 - 2   | Suisse                     | Ta' Qali, La Valette                            |                                                 |
| 17 avril 1993 · Historique des rencontres |         | (0 - 1) | 32e Ohrel · 90e Türkyılmaz | Spectateurs : 9 000 Arbitrage : Ion Craciunescu | Spectateurs : 9 000 Arbitrage : Ion Craciunescu |
| 17 avril 1993 · Historique des rencontres | Rapport |         |                            | Spectateurs : 9 000 Arbitrage : Ion Craciunescu | Spectateurs : 9 000 Arbitrage : Ion Craciunescu |

| Éliminatoires CM 1994                            | Suisse       | 1 - 0   | Italie | Wankdorf, Berne                                           |                                                           |
| 1er mai 1993 · 20h15 · Historique des rencontres | Hottiger 55e | (0 - 0) |        | Spectateurs : 32 000 Arbitrage : Antonio Martín Navarrete | Spectateurs : 32 000 Arbitrage : Antonio Martín Navarrete |
| 1er mai 1993 · 20h15 · Historique des rencontres | Rapport      |         |        | Spectateurs : 32 000 Arbitrage : Antonio Martín Navarrete | Spectateurs : 32 000 Arbitrage : Antonio Martín Navarrete |

| Match amical                             | Suède      | 1 - 2   | Suisse              | Ryavallen, Borås                                  |                                                   |
| 11 août 1993 · Historique des rencontres | Dahlin 17e | (1 - 1) | 19e Knup · 74e Herr | Spectateurs : 14 712 Arbitrage : Angelo Amendolia | Spectateurs : 14 712 Arbitrage : Angelo Amendolia |
| 11 août 1993 · Historique des rencontres | Rapport    |         |                     | Spectateurs : 14 712 Arbitrage : Angelo Amendolia | Spectateurs : 14 712 Arbitrage : Angelo Amendolia |

| Éliminatoires CM 1994                        | Écosse      | 1 - 1   | Suisse           | Pittodrie, Aberdeen                           |                                               |
| 8 septembre 1993 · Historique des rencontres | Collins 50e | (0 - 0) | 69e (pen.) Bregy | Spectateurs : 22 000 Arbitrage : Joël Quiniou | Spectateurs : 22 000 Arbitrage : Joël Quiniou |
| 8 septembre 1993 · Historique des rencontres | Rapport     |         |                  | Spectateurs : 22 000 Arbitrage : Joël Quiniou | Spectateurs : 22 000 Arbitrage : Joël Quiniou |

| Éliminatoires CM 1994                       | Portugal | 1 - 0   | Suisse | das Antas, Porto                              |                                               |
| 13 octobre 1993 · Historique des rencontres | Pinto 9e | (0 - 0) |        | Spectateurs : 55 000 Arbitrage : Hellmut Krug | Spectateurs : 55 000 Arbitrage : Hellmut Krug |
| 13 octobre 1993 · Historique des rencontres | Rapport  |         |        | Spectateurs : 55 000 Arbitrage : Hellmut Krug | Spectateurs : 55 000 Arbitrage : Hellmut Krug |

| Éliminatoires CM 1994                        | Suisse                                          | 4 - 0   | Estonie | Hardturm, Zurich                                |                                                 |
| 13 novembre 1993 · Historique des rencontres | Knup 32e · Herr 35e · Ohrel 45e · Chapuisat 61e | (3 - 0) |         | Spectateurs : 21 500 Arbitrage : Zoran Petrović | Spectateurs : 21 500 Arbitrage : Zoran Petrović |
| 13 novembre 1993 · Historique des rencontres | Rapport                                         |         |         | Spectateurs : 21 500 Arbitrage : Zoran Petrović | Spectateurs : 21 500 Arbitrage : Zoran Petrović |